# Васько Гаврило Андрійович
Васько Гаврило Андрійович (1820, м. Короп, Чернігівський повіт —  після 1887) — український живописець, портретист, відомий педагог, викладач рисунка та живопису у Київському університеті (1847–1863).
До історії вітчизняного мистецтва цей художник увійшов як автор серії талановитих портретів сучасників, зокрема, Бориса та Василя з полтавської родини Томари, графів Кирила та Олексія Розумовських.

## Біографія
На жаль, відомості про життя та творчість живописця досить обмежені.
Народився Гаврило Васько 1820 року в м. Короп на Чернігівщині. За походженням — з міщан, так званого «податного звания», представники якого не мали навіть права на державну службу. 1844 року закінчив Санкт-Петербурзьку академію мистецтв.
Старший брат Г. Васька — Іван Васьков (різнописання прізвищ дослідники пояснюють свавіллям імперських чиновників) народився 1814 року, навчався у Київському університеті. Опісля призначався вчителем малювання і чистописання до повітових училищ. 1857 року радою Санкт-Петербурзької академії мистецтв був удостоєний звання вчителя малювання в гімназіях. І. Васьков відомий як художник-портретист. Від 1859 року був призначений вчителем малювання і чистописання у Кам'янець-Подільську чоловічу гімназію, де працював понад чверть століття. Остання згадка про І. Васькова датується 1889 роком.

## Викладацька діяльність
1847 року Тараса Шевченка запросили на посаду вчителя рисунка та завідувача живописного кабінету Київського університету, але через його арешт місце знову звільнилося. Цю посаду в університеті обійняв Г. Васько.
Г. Васько викладав у Київському університеті з 11 серпня 1847 року до 19 листопада 1863 року.
Г. Васько викладав і живопис. Його студенти копіювали живописні твори з університетської художньої колекції. Також на своїх заняттях художник давав загальні поняття з рисунка, живопису та креслення.
Окрім викладацької діяльності, Г. Васько займається комплектуванням та збереженням університетської художньої колекції. Також займався реставрацією живопису.
Працюючи викладачем рисунка в Київському університеті, Г. Васько за вислугу років «одержав звання титулярного радника зі старшинством з 1851 року», був нагороджений 1858 року пам'ятною бронзовою медаллю на андріївській стрічці для «ношення в петлиці» — на честь війни 1853–1856-х років, а також «удостоївся отримати» від Олександра ІІ діамантовий перстень за «Портрет імператора Миколи». Зі скасуванням у 1863 році викладання рисунка, живопису й архітектури в Київському університеті Г. Васько переходить учителем малювання в I київську гімназію.
Упродовж 16 років у Київському університеті викладав рисунок, живопис та креслення талановитий український художник Г. Васько. Його художня, педагогічна, музейна, реставраційна діяльність відіграли позитивну роль у розвитку української культури.

## Портретист музею Тарновського
Для збірки Василя Тарновського в с. Качанівка Чернігівської губернії Г. Васько написав серію портретів історичних діячів України. Портрети козацьких гетьманів Гаврила Васька для Тарновського:

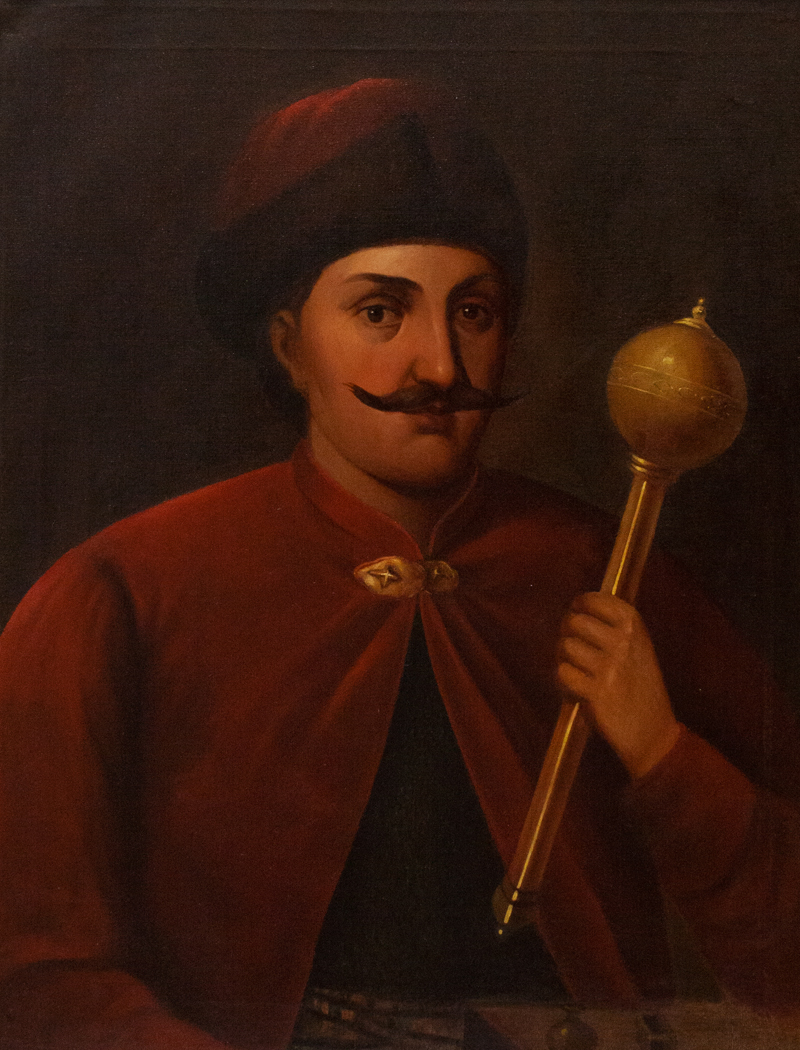
Портрет Івана Виговського, експозиція Національного музею історії України (НМІУ)
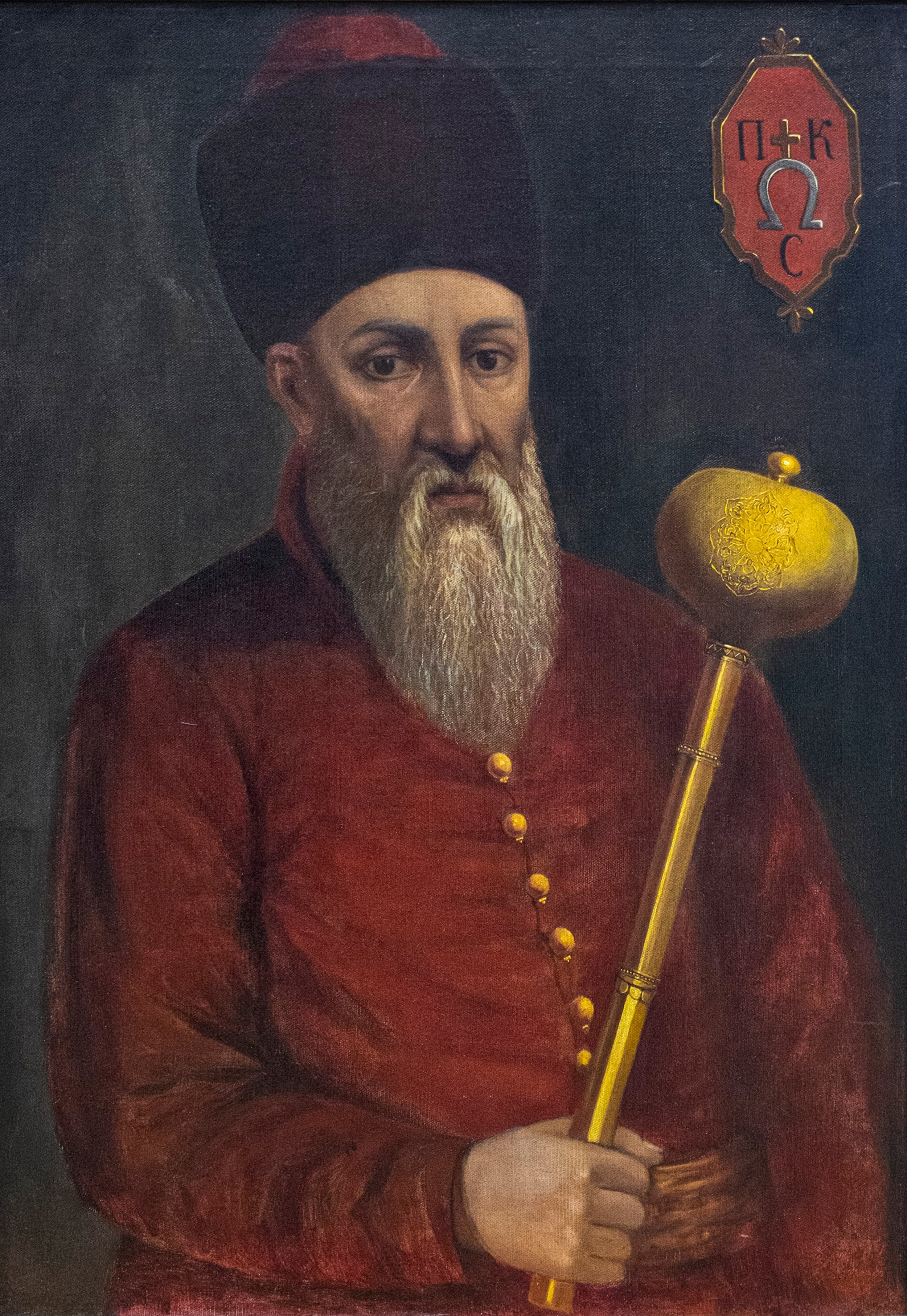
Портрет Петра Сагайдачного, експозиція НМІУ
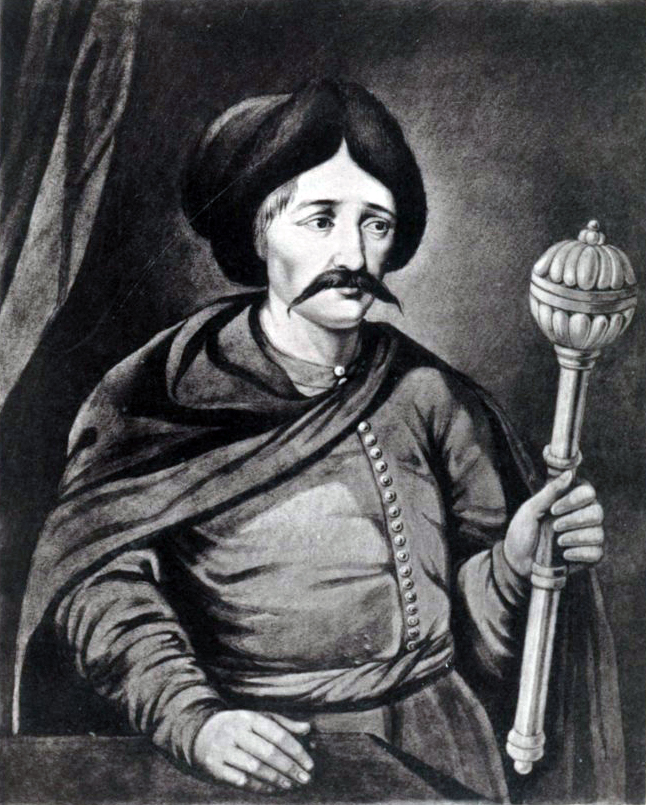
Портрет Павла Тетері (репринт з книги «Историческіе дѣятели Юго-Западной Россіи въ біографіяхъ и портретахъ»)
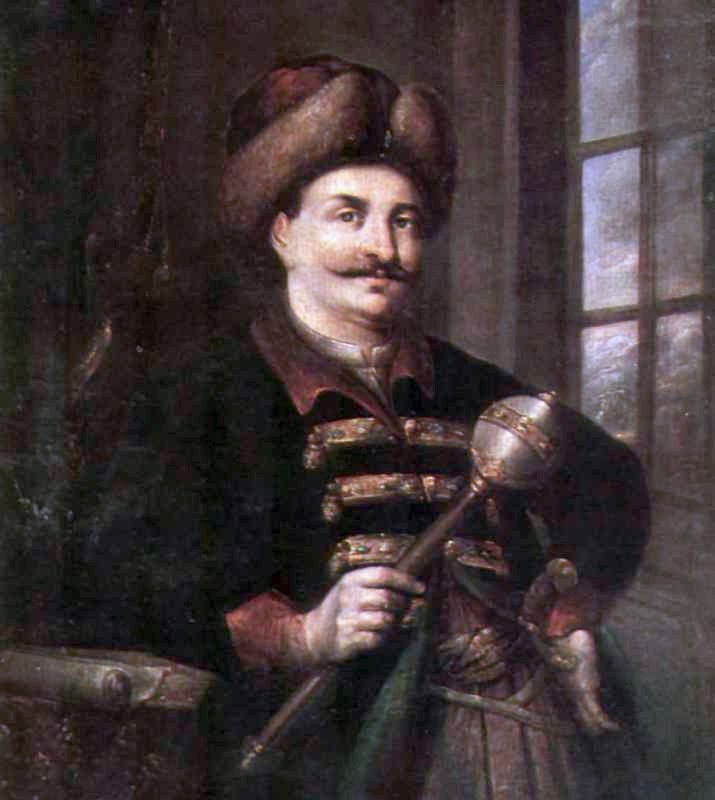
Портрет Михайла Ханенка
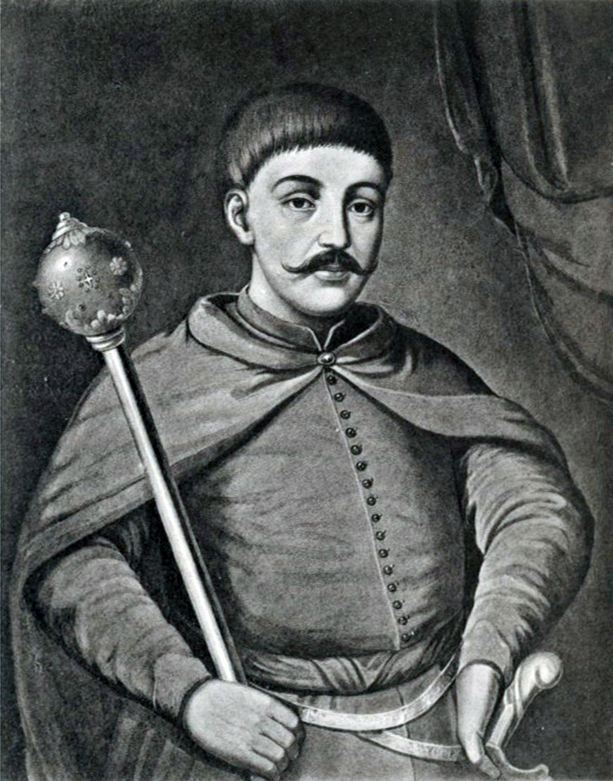
Портрет Івана Брюховецького (репринт з книги «Историческіе дѣятели Юго-Западной Россіи въ біографіяхъ и портретахъ»)
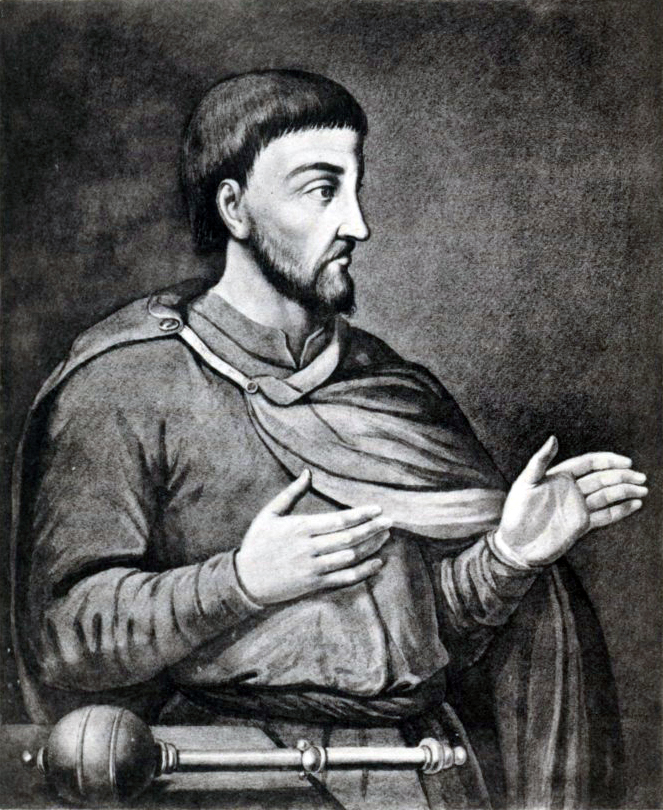
Портрет Дем'яна Многогрішного (репринт з книги «Историческіе дѣятели Юго-Западной Россіи въ біографіяхъ и портретахъ»)

## Визначні твори
- Портрет Бориса Томари. 1847 р. Збірка НХМУ
- Портрет Василя Томари. 1847 р. Збірка НХМУ
- Портрет Черкес. 1860-ті. Чернігівський обласний художній музей
- Одруження Марії з Йосипом. 1852 р. Рибінський державний історико-архітектурний і художній музей-заповідник